# Resolució 750 del Consell de Seguretat de les Nacions Unides
La Resolució 750 del Consell de Seguretat de les Nacions Unides, adoptada per unanimitat el 10 d'abril de 1992 després de reafirmar les resolucions anteriors sobre la situació a Xipre, el Consell va declarar que la controvèrsia de Xipre s'ha de liquidar sobre la base d'un Xipre unificat amb una sola sobirania i ciutadania, una federació bi-comunal i bizonal, tal com es disposa en les resolucions 649 (1990) i 716 (1991).
El Consell demana als representants de la República de Xipre i de Xipre del Nord que s'adhereixin a aquests principis, que no han d'incloure una secessió o una unió amb un altre país. La resolució va ratificar de nou el "Conjunt d'idees", subjecte a noves negociacions sobre qüestions pendents i va instar a la cooperació amb el Secretari General Boutros Boutros-Ghali.
La resolució 750 també va destacar la necessitat d'una conferència d'alt nivell amb els líders de les dues comunitats sobre Xipre, a més dels de Grècia i Turquia per concloure un acord marc general.